# Gare d'Albi-Ville
Pour les articles homonymes, voir Gare d'Albi.
La gare d'Albi-Ville (anciennement gare d'Albi-Orléans) est une gare ferroviaire française des lignes de Castelnaudary à Rodez, de Tessonnières à Albi et d'Albi à Saint-Juéry, située sur la rive gauche du Tarn, place Stalingrad, dans le centre-ville d'Albi, préfecture du département du Tarn, en région Occitanie. Elle est proche de la cité administrative et du centre universitaire Jean-François-Champollion.
Elle est mise en service en 1864 par la Compagnie du chemin de fer de Paris à Orléans (PO). C'est, en importance, la première gare de voyageurs de la ville, la seconde étant celle d'Albi-Madeleine. Du temps des compagnies privées, elle était dénommée gare d'Orléans ou Albi-Orléans, alors que la gare d'Albi-Madeleine était dénommée gare du Midi ou Albi-Midi.
C'est une gare de la Société nationale des chemins de fer français (SNCF), desservie par des trains Intercités de nuit menant à Paris-Austerlitz et des trains de la relation Toulouse – Albi – Rodez du réseau TER Occitanie. Elle est ouverte au service Fret SNCF.

## Situation ferroviaire
Établie à 174 mètres d'altitude, la gare de bifurcation d'Albi-Ville est située au point kilométrique (PK) 413,323 de la ligne de Castelnaudary à Rodez (partiellement déclassée), entre les gares de Ranteil (fermée) et d'Albi-Madeleine, et au PK 355,393 de la ligne de Tessonnières à Albi, après la gare de Marssac-sur-Tarn (s'intercale la halte fermée de Terssac),.
Elle est également l'origine, au PK 413,323, de la courte ligne d'Albi à Saint-Juéry, qui n'est plus exploitée.

## Histoire
La gare d'Albi-Orléans est mise en service le 24 octobre 1864 par la Compagnie du chemin de fer de Paris à Orléans (PO), lorsqu'elle ouvre à l'exploitation la ligne de Toulouse à Lexos et son embranchement de Tessonnières à Albi.
Le 24 novembre 1883, la Compagnie du PO présente à l'administration, pour approbation, un projet d'agrandissement de la gare. En 1888 les travaux sont ajournés du fait d'une baisse du trafic.

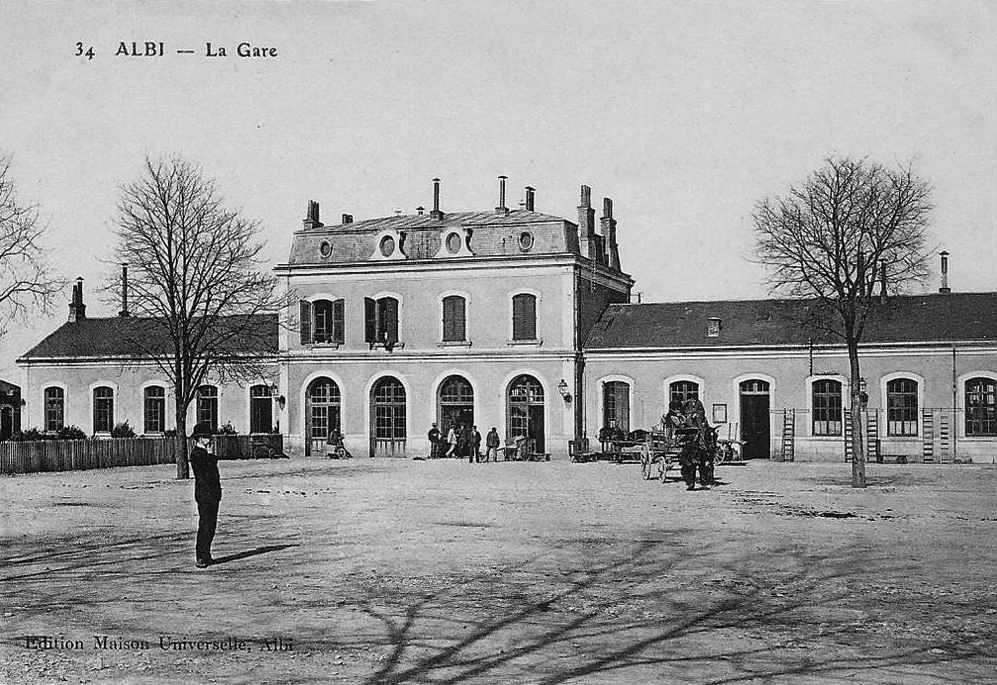
Le bâtiment voyageurs vers 1900.

En 1901, le total des recettes au départ effectuées dans la gare est de 2 261 821 francs.
L'éclairage électrique de la gare est installé en 1912.
En 2012, les quais voyageurs de la gare sont refaits. Les travaux de réfection incluent des aménagements pour l'accessibilité des personnes à mobilité réduite : les quais sont rehaussés, un cheminement du parking au quai est aménagé avec des rampes, l'éclairage est amélioré.
Le 6 septembre 2013, un incendie de l'aile nord de la gare a détruit les combles et la toiture, et a rendu inutilisables les installations du poste d'aiguillage. En conséquence, les circulations de trains entre Albi et Carmaux avaient été interrompues.
En 2014, c'est une gare voyageur d'intérêt régional (catégorie B : la fréquentation est supérieure ou égale à 100 000 voyageurs par an de 2010 à 2011), qui dispose de trois quais (dont un central), quatre abris et deux traversées de voie à niveau par le public (TVP).
En 2016, la façade de la gare abandonne la couleur rose clair pour être repeinte en rouge brique pour respecter l'accord avec les teintes locales.

### Fréquentation
L'évolution de la fréquentation de la gare est présentée dans le tableau ci-dessous. En 2023, avec 568 827 voyageurs, la gare d'Albi-Ville est la deuxième gare la plus fréquentée du Tarn sur les 26 que compte le département.
| Année                      | 2015    | 2016    | 2017    | 2018    | 2019    | 2020    | 2021    | 2022    | 2023    |
| -------------------------- | ------- | ------- | ------- | ------- | ------- | ------- | ------- | ------- | ------- |
| Voyageurs seuls            | 412 875 | 392 651 | 432 819 | 368 147 | 415 630 | 287 025 | 391 271 | 531 922 | 568 827 |
| Voyageurs et non voyageurs | 516 090 | 490 814 | 541 024 | 460 184 | 519 537 | 358 781 | 489 089 | 664 902 | 711 034 |

## Service des voyageurs

### Accueil
Gare SNCF, elle dispose d'un bâtiment voyageurs, avec guichet, ouvert tous les jours. Elle est équipée d'automates pour l'achat de titres de transport TER.
Une passerelle équipée d'ascenseurs permet la traversée des voies et l'accès aux quais.

### Desserte
C'est une gare du réseau TER Occitanie, desservie par des trains express régionaux qui circulent entre Toulouse-Matabiau et Albi-Ville, même si la plupart des trains sont prolongés jusqu'à Carmaux ou Rodez. Le temps de trajet est d'environ 55 minutes à 1 heure 15 depuis Toulouse-Matabiau, et d'environ 20 minutes depuis Carmaux. En semaine, l'intervalle de passage entre deux trains dans chaque sens varie de 15 minutes à 2 heures.
Elle est également desservie par un Intercités de nuit, le dimanche soir, vers Paris-Austerlitz (depuis cette dernière dans la nuit de vendredi à samedi).

### Intermodalité
Un parc pour les vélos et un parking pour les véhicules sont aménagés à ses abords.
La gare est desservie par les bus urbains du réseau LibéA (lignes K, L et R) et par des cars du réseau liO (lignes 720, 721 et 722). Il faut environ 17 min pour rejoindre à pied la place Jean Jaurès et sa « halte routière », terminus des autres lignes du réseau liO.

## De gare à gare
Entre les deux gares principales de l'agglomération, Albi-Madeleine et Albi-Ville, les Albigeois prennent souvent le train, en considérant ce train comme un tram interne, qui relie, en trois minutes, le centre-ville aux quartiers nord de la ville.

## Service des marchandises
Cette gare est ouverte au service du fret (bien qu'il n'y ait plus de trains de marchandises depuis des années[réf. nécessaire]) : elle comporte une installation terminale embranchée, ainsi que des voies de service la rendant apte à recevoir les trains de l'infrastructure SNCF.